# Ichthyophis youngorum
Ichthyophis youngorum é uma espécie de anfíbio gimnofiono da família Ichthyophiidae. É endémica da Tailândia. O seu habitat é provavelmente subterrâneo. O seu sistema de reprodução é provavelmente ovíparo com ovos terrestres e larvas aquáticas.